# Fort Simpson
Fort Simpson – miejscowość w Kanadzie, w Terytoriach Północno-Zachodnich. Według danych na rok 2016 liczyła 1 202 mieszkańców.